# Reijmerstok
Reijmerstok (en limbourgeois Rimmesjtók) est un village néerlandais situé dans la commune de Gulpen-Wittem, dans la province du Limbourg néerlandais. Le 1er janvier 2007, le village comptait 560 habitants.